# دونكان لويد ماكليود
دونكان لويد ماكليود هو سياسي كندي، ولد في 26 مايو 1874، وتوفي في 10 مايو 1935.